# Есиркепов, Кудайберген
Кудайберге́н Есирке́пов (1890, Аулиеатинский уезд, Сырдарьинская область, Туркестанский край, Российская империя — 1971, Таласский район, Джамбулская область, Казахская ССР) — старший чабан колхоза «Кзыл-Макташи» Таласского района Джамбулской области, Казахская ССР. Герой Социалистического Труда (1948).

## Биография
Происходит из рода Шымыр племени дулат.
Родился в 1890 году в крестьянской семье в одном из сельских населённых пунктов Аулиеатинского уезда. Получил начальное образование. С раннего возраста трудился в сельском хозяйстве. Во время коллективизации вступил в сельскохозяйственную артель (позднее — колхоз «Кзыл-Макташи» Таласского района). Трудился чабаном, с 1939 года — старшим чабаном.
В 1947 году вырастил 556 ягнят от 400 курдючных овец. Средний вес ягнёнка к отбивке составил 41 килограмм. Указом Президиума Верховного Совета СССР от 23 июля 1948 года удостоен звания Героя Социалистического Труда за «получение высокой продуктивности животноводства в 1947 году» с вручением ордена Ленина и золотой медали «Серп и Молот» (№ 2518).
В 1948 году вырастил 132 ягнёнка от 425 овцематок. За эти выдающиеся трудовые показатели был награждён вторым Орденом Ленина.
Трудился в колхозе «Кзыл-Макташи» (позднее — совхоз «Бостандык») до выхода на пенсию в 1957 году. Проживал в Таласском районе. Дата смерти не установлена.
Награды
- Герой Социалистического Труда
- Орден Ленина — дважды (1948; 12.07.1949)